# Monastère de Phuktal
Le monastère de Phuktal ou Phugtal Gompa (le plus souvent translittéré en Phuktal) est un monastère bouddhiste au sud-est du Zanskar, Ladakh dans le nord de l'Inde.

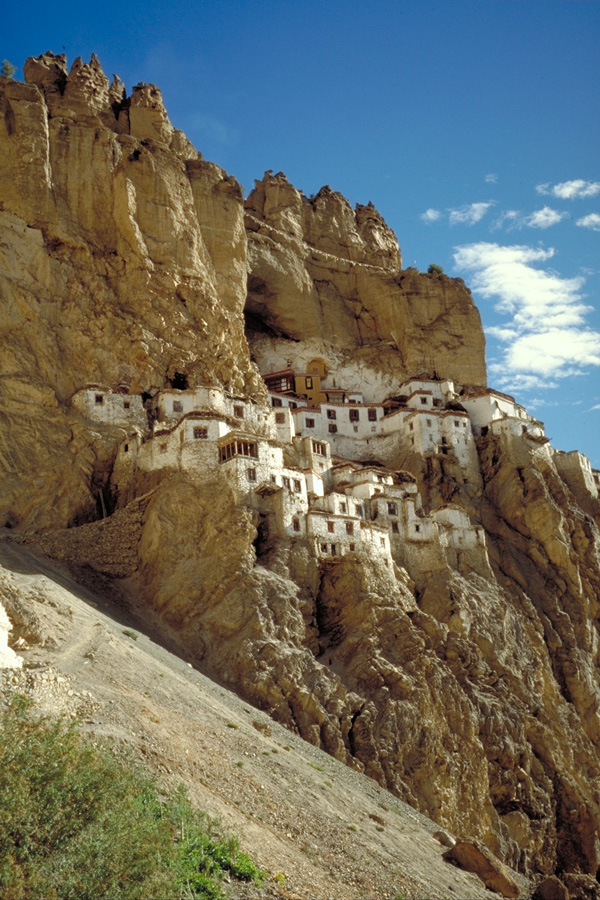
Le monastère de Phuktal (Ladakh) au sud-est du Zanskar.

Fondé par Gangsem Sherap Sampo ou Pagpa Sherap au début du XIIe siècle, le monastère est une construction unique intégrée dans la paroi de la falaise comme un rayon de miel. Il est localisé à l'entrée d'une caverne sur la façade de la falaise d'une gorge latérale d'un affluent majeur de la rivière du Lungnak (Lingti-Tsarap). 

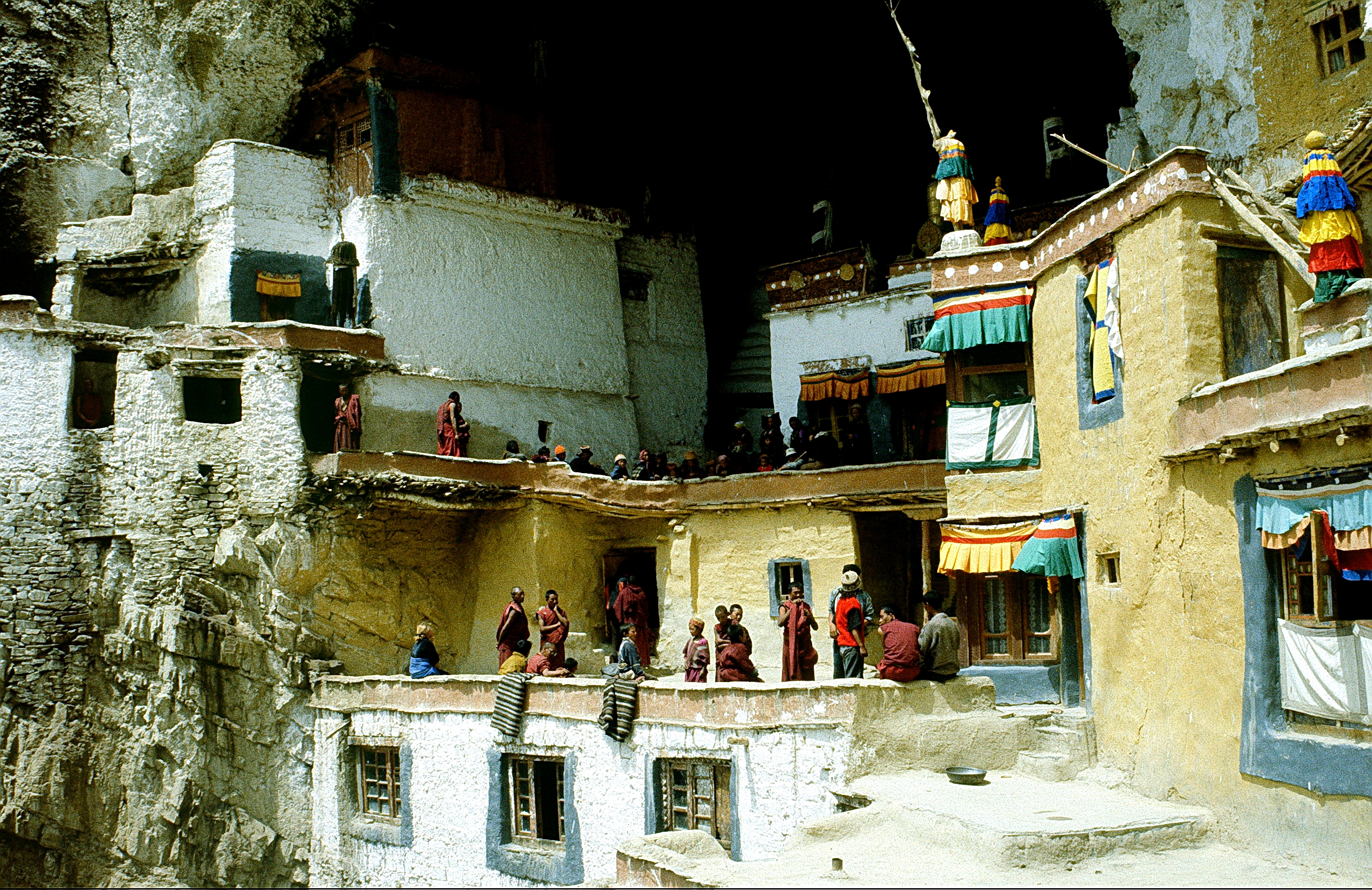
Le monastère de Phuktal au Zanskar.

Hébergeant environ 70 moines, le monastère a une bibliothèque et une pièce de prière. Il y a une tablette en pierre laissée au monastère par Sándor Kőrösi Csoma, un Hongrois qui a exploré  et visité le Tibet en 1826-1827. 

## Galerie

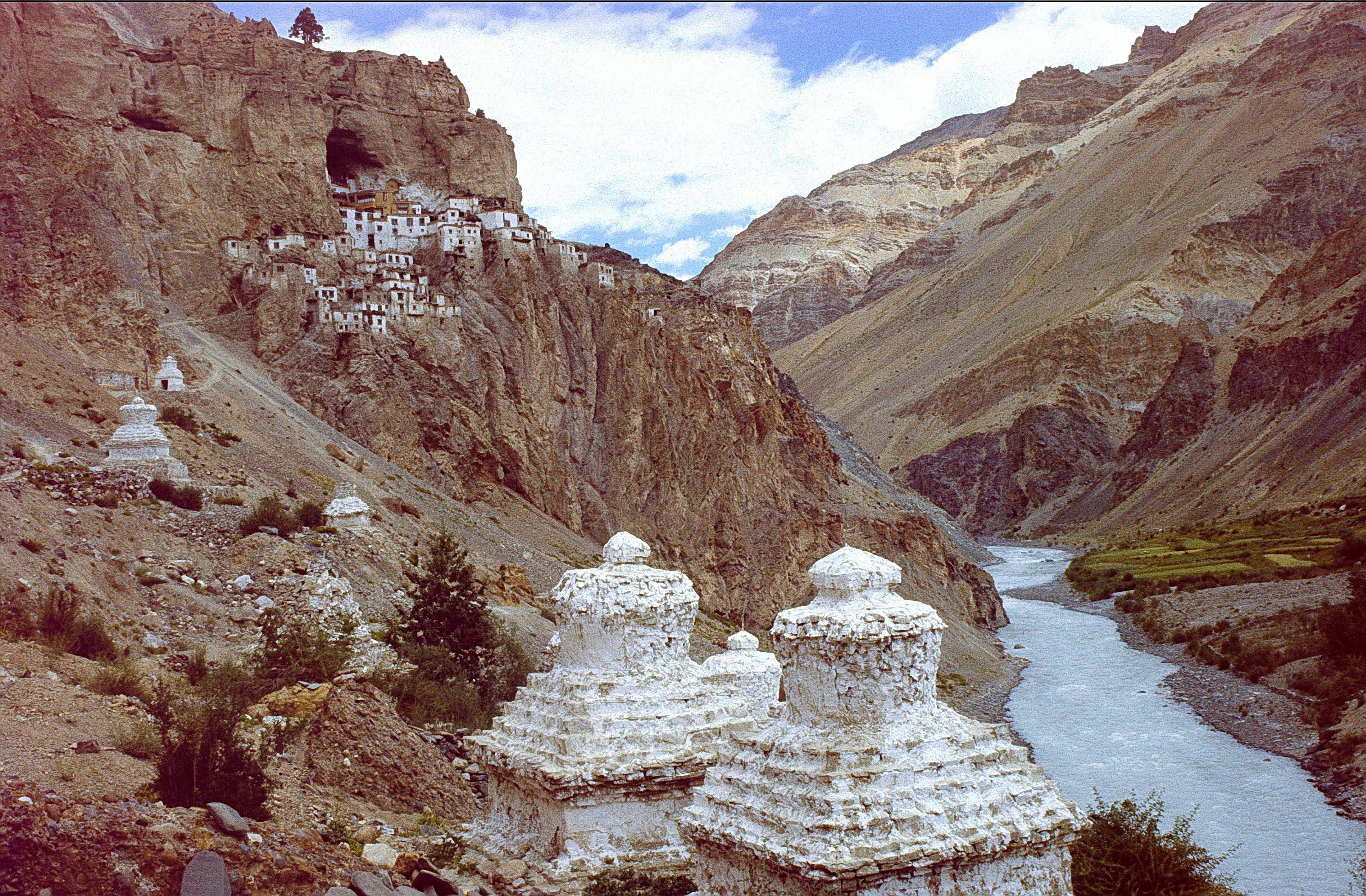
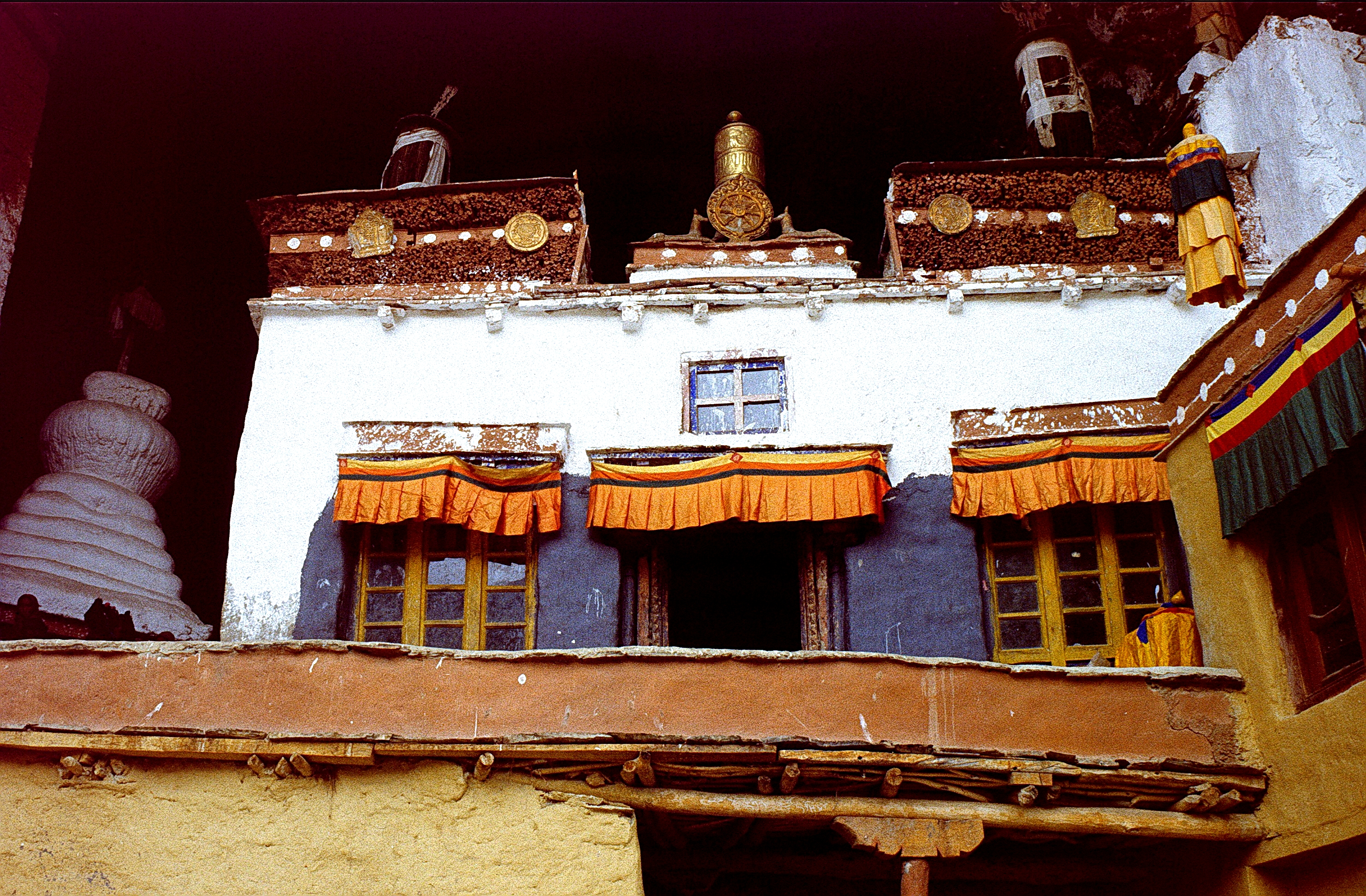
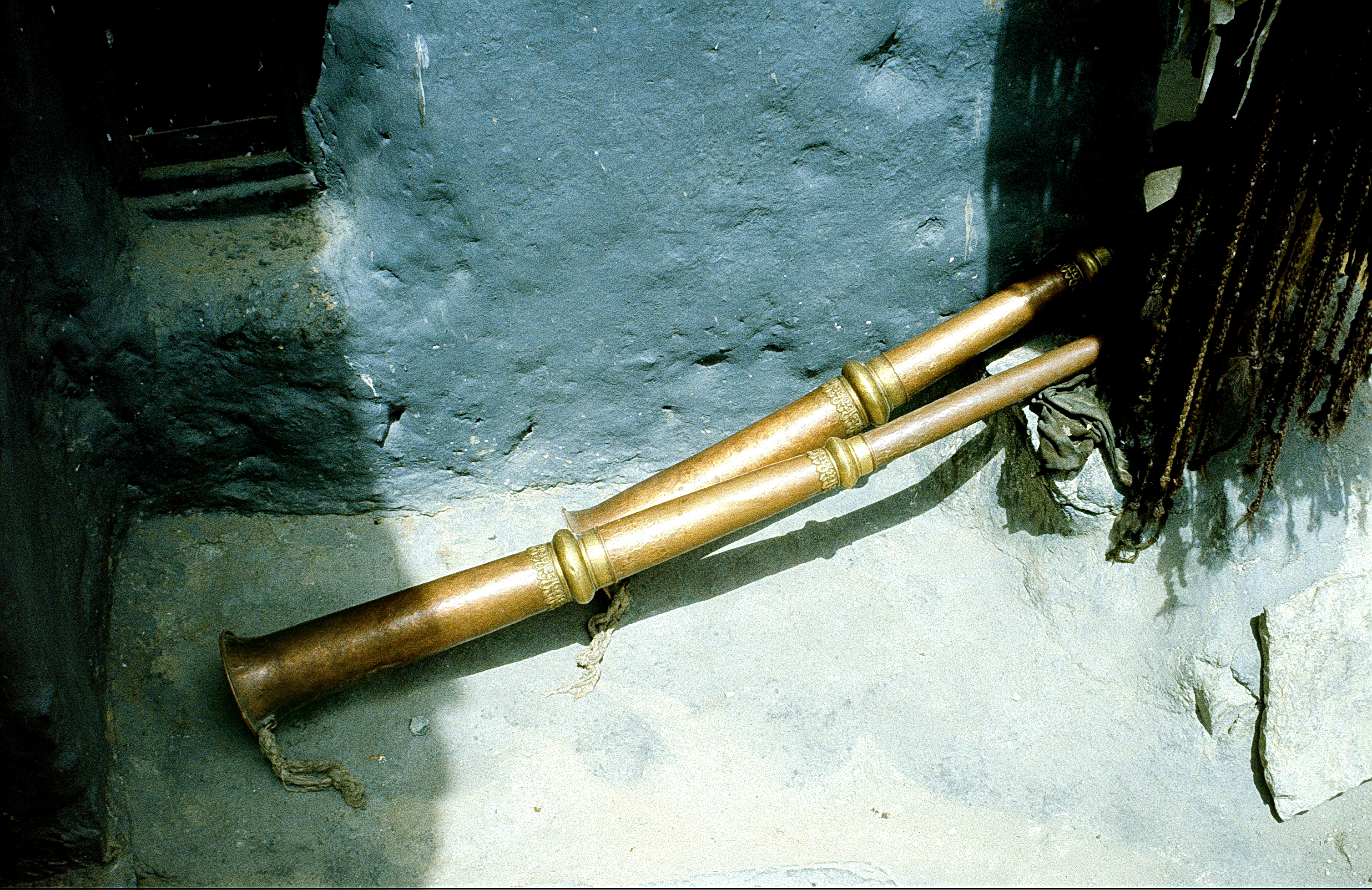
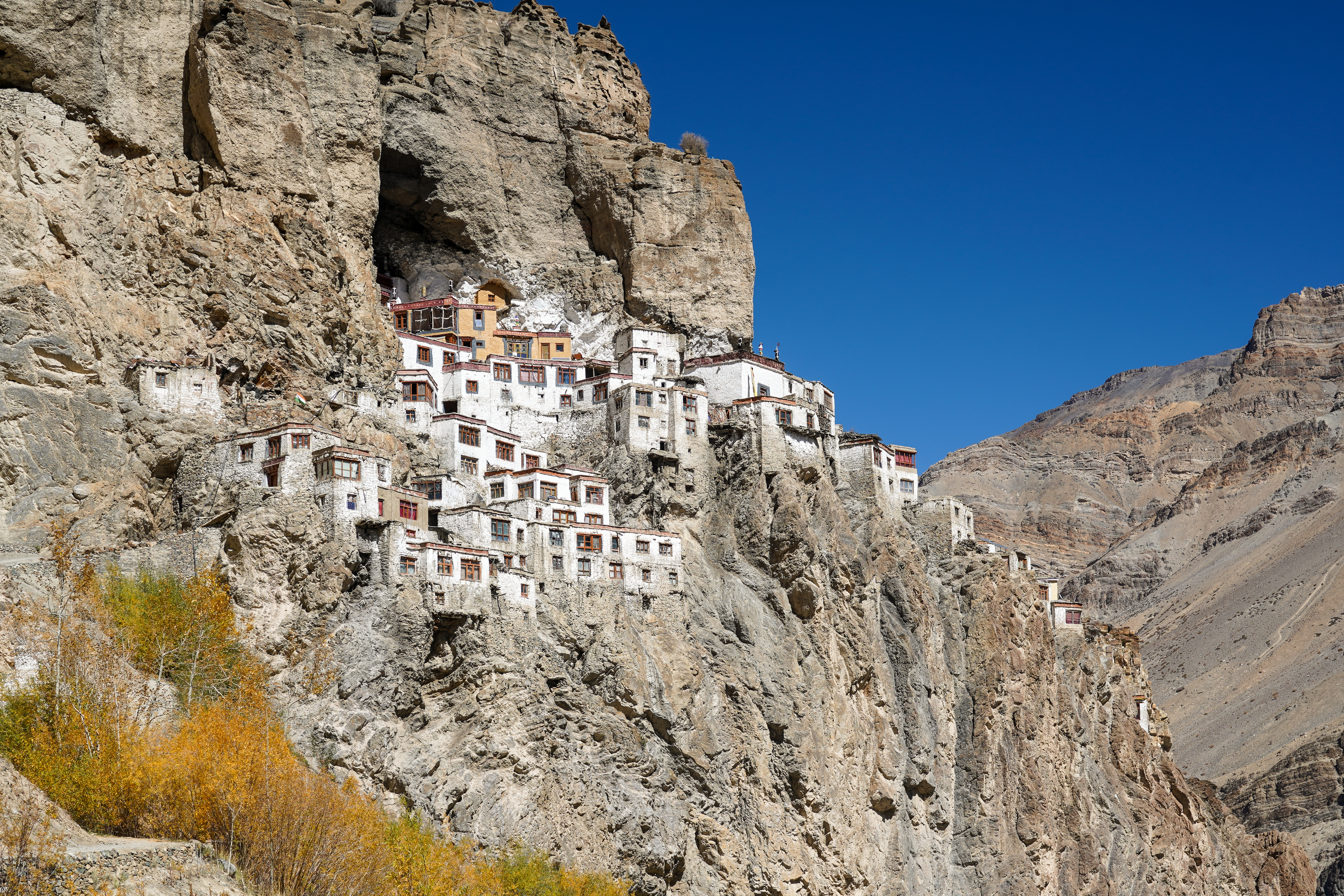